# Society for the Diffusion of Useful Knowledge
Die Society for the Diffusion of Useful Knowledge (auch SDUK), gegründet 1826, war eine Organisation der britischen Whig-Partei, London, welche preiswerte Texte mit der Zielsetzung publizierte, wissenschaftliche und hochwertige Materialien für die sich rapide alphabetisierende und umfassender lesende Bevölkerung zur Verfügung zu stellen.
Ihre Gründung wurde vor allem von Henry Peter Brougham, 1. Baron Brougham and Vaux mit dem Ziel vorangetrieben, eine Bildungsmöglichkeit für Menschen zu schaffen, die zu formalen Bildungseinrichtungen keinen Zugang finden konnten oder autodidaktisches Lernen bevorzugten.

## Ziele
Veröffentlichungen der SDUK zielten auf die Arbeiterklasse und die Mittelklasse als Zielgruppen ab, um anderen als radikal empfundenen Veröffentlichungen für Arme, den Pauper Presses, etwas entgegenzusetzen. Die SDUK trat als Mittler zwischen Autoren und diverse Reihen von Veröffentlichungen startenden Verlegern auf und wickelte dies über ein Komitee bedeutender Personen ab, welche auch dem neugegründeten University College London und verschiedenen regionalen Mechanics Institutes nahestanden. Die SDUK vertrieb die Publikationen selbst. Unter den beauftragten Druckereien fanden sich Baldwin & Cradock, welche dann durch den Verleger Charles Knight ersetzt wurde.

## Entwicklung
Mit hohen Idealen erdacht erzeugte das Projekt zunächst finanzielle Verluste, als Abonnenten wegfielen und die verkaufte Auflage zurückging. Charles Knight war durch seine engagierte Werbung und Verbesserungen der Lesbarkeit von manchmal abstrusen Texten in hohem Maße dafür verantwortlich, dass die Publikationen doch noch großen Erfolg hatten. Dennoch stießen viele der Titel immerhin auch auf Interesse der Leserschaft, wodurch das Penny Magazine zeitweise eine wöchentliche Auflage von 200.000 Heften verzeichnen konnte. Die SDUK wurde 1848 liquidiert, doch einige ihrer Projekte wurden offenbar dennoch weiter veröffentlicht.

## Publikationen

### Library of Useful Knowledge
Eine hervorstechende Publikationsreihe der SDUK war die Library of Useful Knowledge, die 6 Pence kostete und zweiwöchentlich erschien. Ihre Bücher widmeten sich wissenschaftlichen Themen. Die erste Ausgabe, eine Einführung in die Reihe, wurde über 33.000 mal verkauft. Dennoch war der Versuch, auf diesem Weg Arbeiter zu erreichen, weitgehend erfolglos. Nur in der Mittelschicht gab es ausdauerndes Interesse an populärwissenschaftlicher Literatur.
Wie viele andere Projekte im neuen Genre der populärwissenschaftlichen Literatur, z. B. The Bridgewater Treatises und Humphry Davys Consolations in Travel, konzentrierten sich die Bücher der Library of Useful Knowledge auf Natürliche Theologie und waren durchdrungen von wissenschaftsfixiertem Fortschrittsglauben: Aktualismus in der Geologie, die Nebularhypothese in der Astronomie und die scala naturae in der Biologie. Laut dem Historiker James Secord neigten diese Veröffentlichungen zur Darstellung von Universaltheorien und einfachen Gesetzmäßigkeiten und verhalfen mit ihrer Verbreitung im Verlauf zu einer größeren gesellschaftlichen Anerkennung der Autorität der Wissenschaft und spezieller wissenschaftlicher Disziplinen.

### Weitere Publikationen

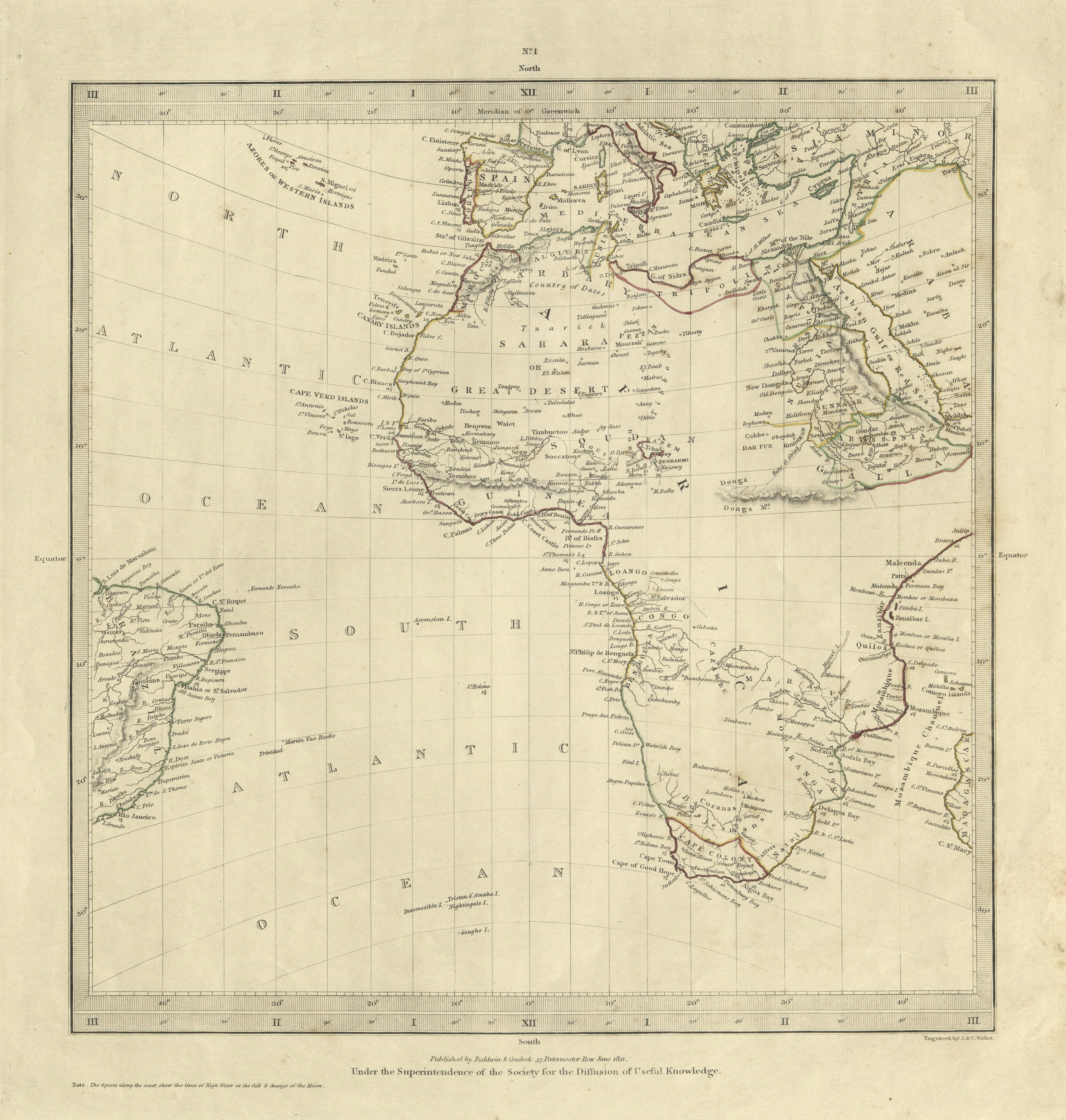
Africa, Southern Europe and the Eastern Coast of Brazil, 1831

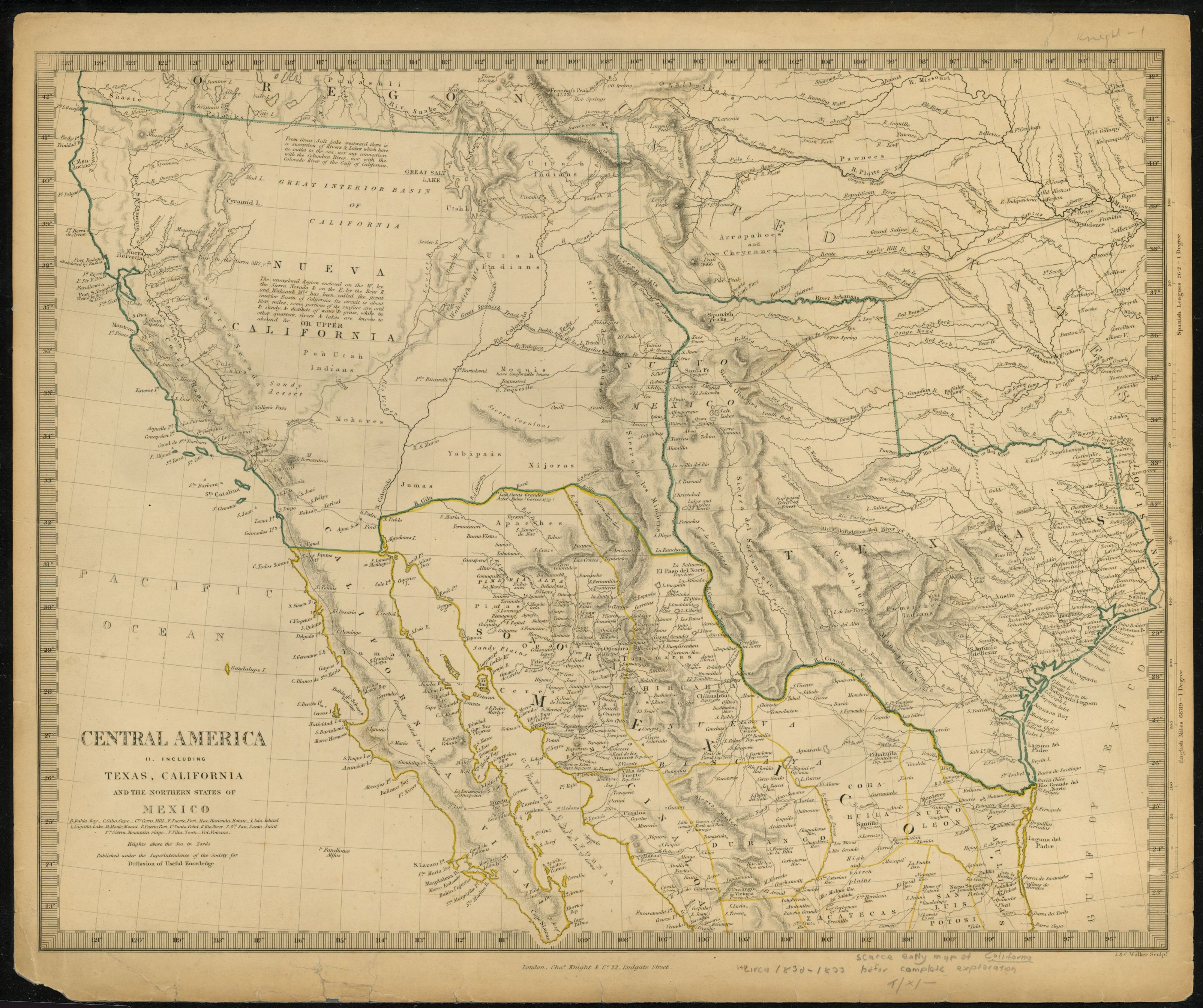
Central America II. Including Texas, California and the Northern States of Mexico, 1846

- Maps, vor allem in einer zweibändigen Gestaltung und mit einem sehr hohen qualitativen Standard
- Penny Magazine
- Penny Cyclopaedia
- British Almanac (und damit verbunden Companion)
- Library of Entertaining Knowledge
- Farmers Series
- Working Man's Companion
- Quarterly Journal of Education
- Gallery of Portraits
- Biographical Dictionary

## Rezeption
Bezüge auf die SDUK sind in der Moderne rar, jedoch im Steampunk ist es nicht ungewöhnlich, sich auf die Society selbst oder ihre besser bekannten Publikationen zu beziehen, um dadurch ein viktorianisches Flair zu erzeugen.
Das Hausmagazin des Museum of Jurassic Technology in Los Angeles heißt „Society for the Diffusion of Useful Information“.